# Зудово
Зудово — село в Болотнинском районе Новосибирской области России. Административный центр Зудовского сельсовета.

## География
Площадь села Зудово — 189 гектар. Село расположено на северо-востоке Новосибирской области, в Болотнинском районе, на левом берегу реки Иксы. Село является административным центром Зудовского сельсовета, который помимо Зудово включает два населенных пункта — деревни Киряково и Козловка. Расстояние от села до города Болотное – 20 км, до города Новосибирска – 140 км.

## История

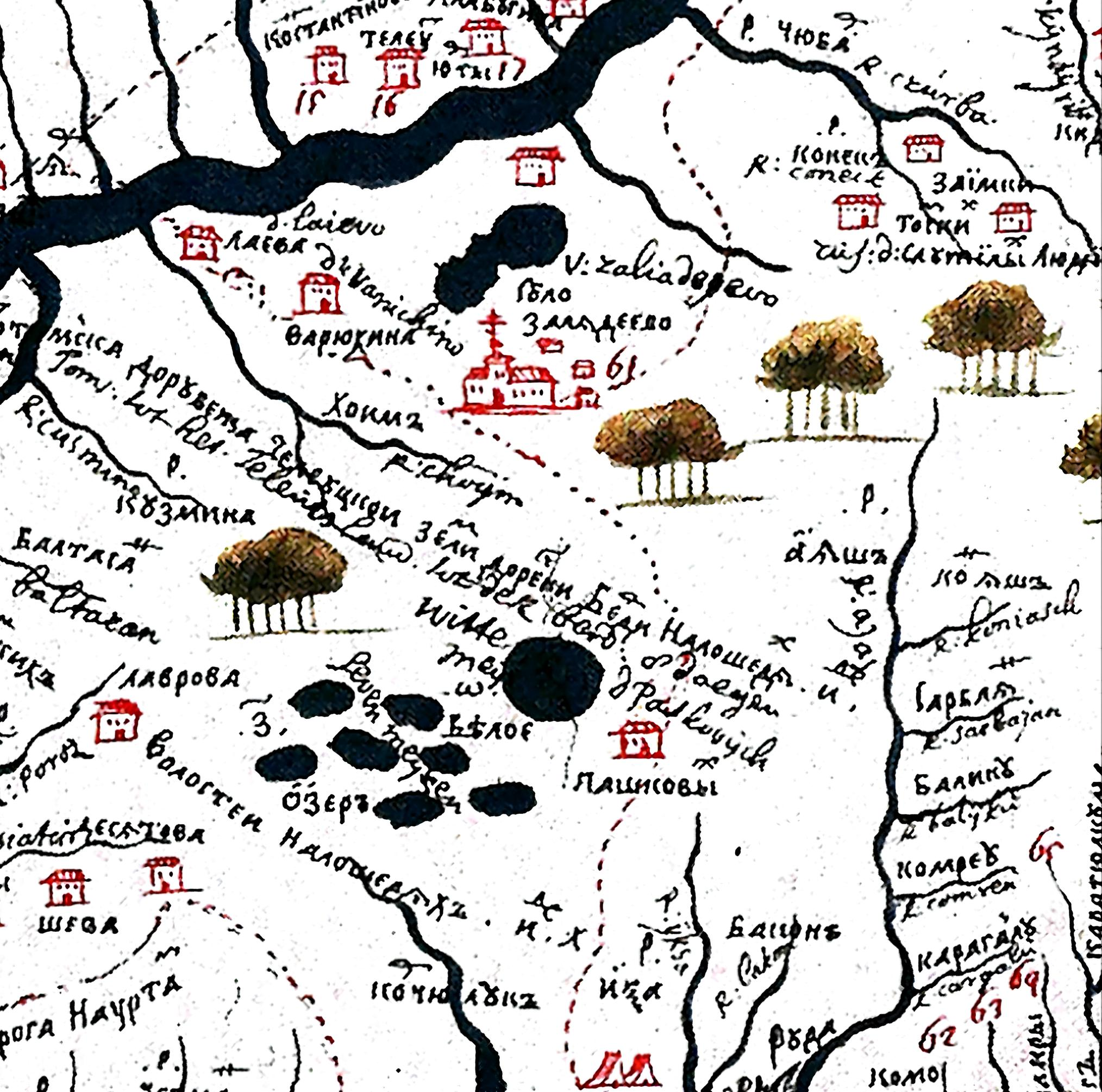
Деревня Зудово (Пашковых) на карте С.У. Ремезова

Село Зудово является самым старым русским населенным пунктом из всех ныне существующих на территории Новосибирской области. Документ на право пользования пашенной землёй (заимкой) получил в 1687 году крестьянин (в архивных документах дата указана в буквенном выражении 195 г. по церковному счислению) Павел Зудов совместно (обще) с посадским человеком Василием Титовым (имя удаётся установить по отчеству его сына в дозорной книге 1703 г. «Яким Васильев сын Титов»). Эта дата (1687 г.), а также сведения о совместном пользовании землёй неоднократно повторяются в сообщениях сыновей и внуков Павла Зудова и Василия Титова в дозорной книге 1703 г. и материалах ревизии населения Томского уезда в 1720 г. Таким образом, датой основания деревни Зудовой (ныне с. Зудово Болотнинского района) является 1687 год. В «Чертежной книге Сибири», созданной С.У. Ремезовым и его сыновьями в 1699–1701 гг., поселение носит название «Пашковых».
С 1720 по 1825 гг. через село проходил старейший участок Большого Сибирского тракта.
С 1 января 1910 года, согласно записи в Журнале ОПТГУ №1207 от 30.12.1909 г., деревня стала относиться к новообразованной Гондатьевской волости.
В 1926 году деревня Зудова состояла из 119 хозяйств, основное население — русские. Центр Зудовского сельсовета Болотнинского района Томского округа Сибирского края.

## Население
| 2002 | 2007 | 2010 |
| ---- | ---- | ---- |
| 417  | ↘398 | ↘314 |

## Инфраструктура
В селе по данным на 2007 год функционируют 1 учреждение здравоохранения, 2 образовательных учреждения. С 2010 года в селе действует филиал Болотнинского районного историко-краеведческого музея.